# Didecildimetilammonio cloruro
Il didecildimetilammonio cloruro è un composto chimico di formula {\displaystyle {\ce {C22H48ClN}}} che in condizioni standard si presenta come un solido incolore, altamente igroscopico, con un odore alcolico.

## Caratteristiche strutturali e fisiche
Si tratta di un'ammina quaternaria. Si decompone prima di bollire a 1 atm.  A 20°C assume un colore lievemente giallastro. Il composto risulta:
- insolubile in esano
- solubile in acetone e ottanolo
- molto solubile in isopropanolo
- estremamente solubile nel benzene

| N. di atomi pesanti                                | 24                                               |
| N. di accettori di legami a idrogeno               | 1                                                |
| N. di legami ruotabili                             | 18                                               |
| Massa monoisotopica                                | 361,3475282 u                                    |
| pH                                                 | 7,81                                             |
| Pressione di vapore                                | < 4,3 x 10-5 Torr a 25°C <1,1 x 10-5 Torr a 20°C |
| Tensione superficiale in soluzione acquosa (1 g/l) | 25,82 mN/m a 20 °C                               |

## Reattività e caratteristiche chimiche

### Spettri analitici
- 1H NMR[7]

## Farmacologia e tossicologia

### Effetti del composto e usi clinici
Il composto è stato studiato per il trattamento di pazienti con eczema impetiginizzato in combinazione con prednicarbato.

### Tossicologia
È un irritante cutaneo che può causare lesioni agli occhi. Nocivo se ingerito. Provoca ustioni e non è commercializzato come sostanza pura, ma è disponibile in soluzioni alcoliche o acquose. Studi su animali con dosi ripetute hanno mostrato aumento del peso del fegato, con alterazioni istopatologiche e aumento dell'attività ALT. Può causare orticaria da contatto.
Se riscaldato fino a decomposizione produce fumi altamente tossici contenenti ossidi di azoto, ammoniaca e acido cloridrico. L'anione risulta corrosivo. La nausea, il mal di testa e il mal di gola sono i principali effetti sistemici riportati. Gli effetti cutanei principali includono eruzione cutanea, sensazione di bruciore, intorpidimento e prurito. Secondo la classificazione dell'EPA, il composto non è considerato probabilmente cancerogeno per gli esseri umani.
| Organismo | Somministrazione | Dose      | Effetti                                 |
| --------- | ---------------- | --------- | --------------------------------------- |
| Ratto     | orale            | 84 mg/kg  | sonnolenza                              |
| Ratto     | ip               | 45 mg/kg  | sonnolenza, debolezza muscolare         |
| Topo      | orale            | 268 mg/kg | sonnolenza                              |
| Topo      | ip               | 11 mg/kg  | debolezza muscolare                     |
| Cavia     | ip               | 7 mg/kg   | convulsioni, effetti sulla respirazione |

### Interazioni
L'efficacia del composto si riduce in presenza di sapone e laurato di sodio (NaLA). La concentrazione letale minima (MLC) di DDAC contro S. aureus è stata di 63 µg/mL in assenza di NaLA e 250 µg/mL in presenza dello 0,01% di NaLA. L'effetto di neutralizzazione è stato studiato in relazione al meccanismo d'azione del DDAC. L'assorbimento apparente del DDAC da parte della cellula non è inibito dalla presenza di NaLA rispetto alla sua assenza. La soluzione di NaLA ha un pH alcalino, ma l'attività biocida del DDAC risulta maggiore a pH 11 rispetto a pH 7.
Sebbene la presenza di NaLA non abbia avuto un effetto significativo sull'azione del DDAC nell'aumentare la torbidità della sospensione cellulare, la miscela di questi reagenti senza cellule ha mostrato una certa torbidità. Da questi risultati si deduce che NaLA può formare un complesso meno attivo con DDAC attraverso interazioni ioniche e idrofobiche.

## Applicazioni
Il composto viene utilizzato:
- come disinfettante ed igienizzante generico
- come deodorante
- per prevenire la formazione della muffa nelle lavanderie industriali
- per il trattamento delle torri di raffreddamento e delle acque d'iniezione nei giacimenti petroliferi
- come conservante per il legno
- come fungistatico
- come microbiostatico
- come virucida
- come tubercolocida
- come molluschicida
- come insetticida
- come antisettico, fungicida, battericida e alghicida ad ampio spettro per aree orticole e attrezzature, non direttamente sulle piante
- come antimicrobico per superfici dure, lavanderie, tappeti, strutture per la manipolazione degli alimenti, dispositivi medici, impianti di stoccaggio e purificazione dell'acqua, piscine e sistemi idrici industriali

Il legno trattato con questo composto composto diventano incompatibili con gran parte delle vernici e dei rivestimenti.

## Impatto ambientale
Il didecildimetilammonio cloruro può esistere sia in fase vapore che particellare nell'atmosfera. Nella fase vapore viene degradato attraverso la reazione con radicali idrossilici fotoprodotti (emivita stimata = 8 ore). In fase particellare viene rimosso tramite deposizione umida o secca. Il composto è stabile alla fotolisi, quindi non è soggetto a degradazione diretta dalla luce solare.
Se rilasciato nel suolo, si prevede che abbia bassa o nulla mobilità (Koc = 677 - 9,1 × 10⁵). Essendo un tensioattivo cationico, tende ad adsorbirsi fortemente ai suoli ricchi di carbonio organico e argilla. La volatilizzazione non è un processo rilevante, poiché i cationi non volatilizzano. Test standardizzati indicano una biodegradazione del 67% o superiore in 28 giorni, suggerendo che sia un processo importante nel suolo.
Se rilasciato in acqua, si prevede che si adsorba ai solidi sospesi e ai sedimenti. Test di degradazione fluviale hanno mostrato una degradazione del 97% in 30 giorni, indicando che la biodegradazione è un processo ambientale significativo. La volatilizzazione dalla superficie dell'acqua non è rilevante, data la natura cationica del composto. Un BCF di 81 nei pesci suggerisce una moderata bioconcentrazione negli organismi acquatici. L'idrolisi non è un processo ambientale significativo, con emivite ≥1 anno a pH 4, 7 e 9.
L'esposizione professionale può avvenire per inalazione o contatto cutaneo nei luoghi in cui il composto viene prodotto o utilizzato, mentre l'esposizione della popolazione generale può avvenire tramite contatto dermico con prodotti di consumo contenenti il composto.
L'uso come antimicrobico su superfici a contatto con alimenti può portare alla presenza di residui di pesticidi negli stessi e alla loro ingestione.

## Legislazione
- The Australian Inventory of Industrial Chemicals[13]
- California Safe Cosmetics Program (CSCP) Reportable Ingredient[14]
- Safe Drinking Water Act[15]
- 2009/70/EC, Reg. (EU) No 175/2013, Reg. (EU) No 540/2011[16]
- REACH[17]
- New Zealand EPA Inventory of Chemical Status[18]